# Sardón de los Frailes
Sardón de los Frailes es un municipio y localidad española de la provincia de Salamanca, en la comunidad autónoma de Castilla y León. Se integra dentro de la comarca de la Tierra de Ledesma. Pertenece al partido judicial de Salamanca.
Su término municipal está formado por las localidades de Sardón de los Frailes y Villarejo, ocupa una superficie total de 32,46 km² y según los datos demográficos recogidos en el padrón municipal elaborado por el INE en el año 2017, cuenta con una población de 84 habitantes.

## Historia
La fundación de Sardón de los Frailes se remonta a la Edad Media, obedeciendo a la repoblación efectuada por los reyes leoneses entre los siglos X y XII, cuando quedó encuadrada dentro del Alfoz de Ledesma, en el Reino de León, época de la que data la portada de la iglesia de San Pedro. En el siglo XIV pasó a depender de los Dominicos de San Esteban de Salamanca, bajo cuyo señorío eclesiástico se mantuvo hasta el siglo XIX, tomando el nombre "de los Frailes" por esta circunstancia histórica. Con la creación de las actuales provincias en 1833, Sardón quedó integrado en la provincia de Salamanca, dentro de la Región Leonesa.

## Geografía humana

### Demografía
Cuenta con una población de 101 habitantes (INE 2024).
| Gráfica de evolución demográfica de Sardón de los Frailes entre 1842 y 2021                                           |
| |
| Población de derecho según los censos de población del INE. Población de hecho según los censos de población del INE. |

### Núcleos de población
El municipio se divide en dos núcleos de población, que poseían la siguiente población en 2015 según el INE.
| Núcleo de población   | Población |
| --------------------- | --------- |
| Sardón de los Frailes | 83        |
| Villarejo             | 1         |

## Administración y política
| Partido político                                  | 2023  | 2023  | 2023       | 2019  | 2019  | 2019       | 2015  | 2015  | 2015       | 2011  | 2011  | 2011       | 2007  | 2007  | 2007       | 2003  | 2003  | 2003       |
| Partido político                                  | %     | Votos | Concejales | %     | Votos | Concejales | %     | Votos | Concejales | %     | Votos | Concejales | %     | Votos | Concejales | %     | Votos | Concejales |
| Partido Socialista Obrero Español (PSOE)          | 58,65 | 45    | 4          | 47,95 | 35    | 2          | 40,63 | 26    | 1          | 46,67 | 28    | 2          | 69,86 | 51    | 5          | 55,00 | 44    | 3          |
| Ciudadanos (Cs)                                   | 52,56 | 41    | 1          | 41,10 | 30    | 1          | 28,13 | 18    | 0          | —     | —     | —          | —     | —     | —          | —     | —     | —          |
| Partido Popular (PP)                              | 34,61 | 27    | 0          | 28,77 | 21    | 0          | 40,63 | 26    | 1          | 40,00 | 24    | 1          | 24,66 | 18    | 0          | 30,00 | 24    | 1          |
| Confederación Municipalista Panmediterránea (CMP) | —     | —     | —          | —     | —     | —          | 40,63 | 26    | 1          | —     | —     | —          | —     | —     | —          | —     | —     | —          |
| Unidad Regionalista de Castilla y León (URCL)     | —     | —     | —          | —     | —     | —          | —     | —     | —          | —     | —     | —          | —     | —     | —          | 28,75 | 23    | 1          |